# NGC 4616
NGC 4616 est une galaxie elliptique située dans la constellation du Centaure. Sa vitesse par rapport au fond diffus cosmologique est de 4 873 ± 33 km/s, ce qui correspond à une distance de Hubble de 71,9 ± 5,1 Mpc (∼235 millions d'al). NGC 4616 a été découverte par l'astronome britannique John Herschel en 1834.
À ce jour, 17 mesures non basées sur le décalage vers le rouge (redshift) donnent une distance de 52,224 ± 14,531 Mpc (∼170 millions d'al), ce qui est de justesse à l'extérieur des valeurs de la distance de Hubble. Notons cependant que c'est avec la valeur moyenne des mesures indépendantes, lorsqu'elles existent, que la base de données NASA/IPAC calcule le diamètre d'une galaxie et qu'en conséquence le diamètre de NGC 4616 pourrait être d'environ 52,1 kpc (∼170 000 al) si on utilisait la distance de Hubble pour le calculer.

## Groupe de NGC 4709
Selon A.M. Garcia, NGC 4616 est un membre du groupe de NGC 4709 qui compte au moins 42 galaxies dont NGC 4622, NGC 4622B (=PGC 42852), NGC 4679 et NGC 4709.
Le groupe de NGC 4709 fait partie de l'amas du Centaure.